# 山梨県道409号四尾連湖公園線
山梨県道409号四尾連湖公園線（やまなしけんどう409ごう しびれここうえんせん）は、山梨県西八代郡市川三郷町を起点・終点とする一般県道である。

## 概要

### 路線データ
- 起点：山梨県西八代郡市川三郷町山保（県立四尾連湖自然公園）
- 終点：山梨県西八代郡市川三郷町市川大門（市川警察署南交差点＝山梨県道4号市川三郷富士川線交点）

## 通過する自治体
- 山梨県西八代郡市川三郷町

## 交差・接続する道路
- 山梨県道414号山保久那土線（西八代郡市川三郷町山保・信号無交差点）
- 山梨県道4号市川三郷富士川線（西八代郡市川三郷町市川大門・市川警察署南交差点）

## 周辺
- 四尾連湖
- 市川三郷町立市川東小学校
- 市川公園
- 市川三郷町立市川小学校
- 認定こども園市川南幼稚園
- 鰍沢警察署 市川分庁舎